# Dépendance

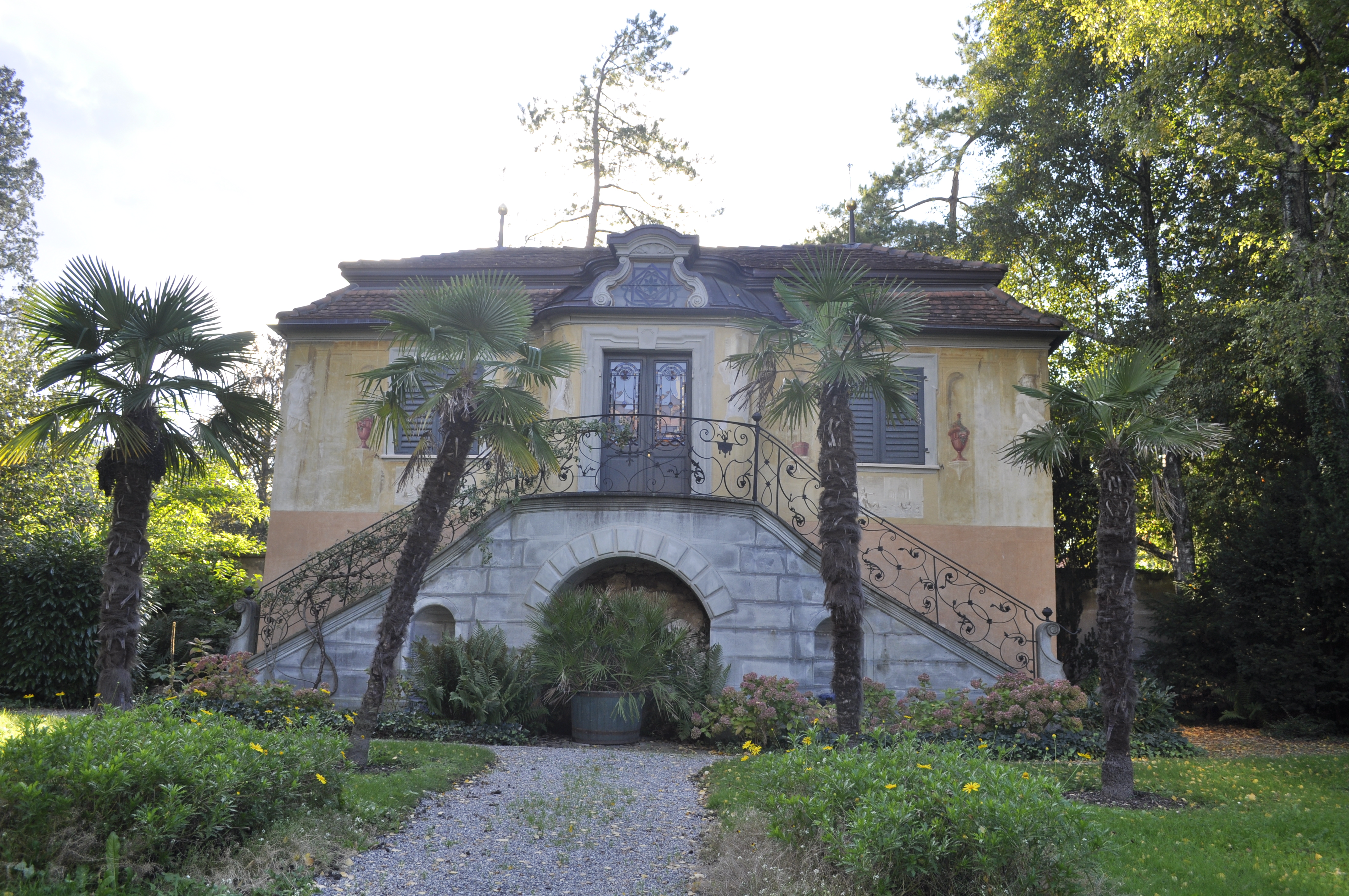
Un'elegante dépendance a Rheineck, in Svizzera

La dépendance (/depãˈdãs/, dal francese) o dipendenza è un edificio minore che serve di complemento a quello principale, soprattutto con riferimento ad alberghi, case di cura e castelli.
Generalmente l'interno dell'abitazione è sorta come una specie di monolocale, con una cucina, un soggiorno, una stanza da bagno e piccole stanze da letto.
| Controllo di autorità | LCCN (EN) sh85096138 · J9U (EN, HE) 987007553468505171 |